# Ганђи
Ганђи (итал. Gangi) је насеље у Италији у округу Палермо, региону Сицилија.
Према процени из 2011. у насељу је живело 6430 становника. Насеље се налази на надморској висини од 859 м.

## Становништво
| 1931.  | 1936.  | 1951.  | 1961.  | 1971.  | 1981. | 1991. | 2001. | 2011. |
| ------ | ------ | ------ | ------ | ------ | ----- | ----- | ----- | ----- |
| 10.323 | 11.022 | 11.015 | 11.051 | 10.072 | 8.555 | 8.176 | 7.614 | 7.063 |